# Йорубаленд

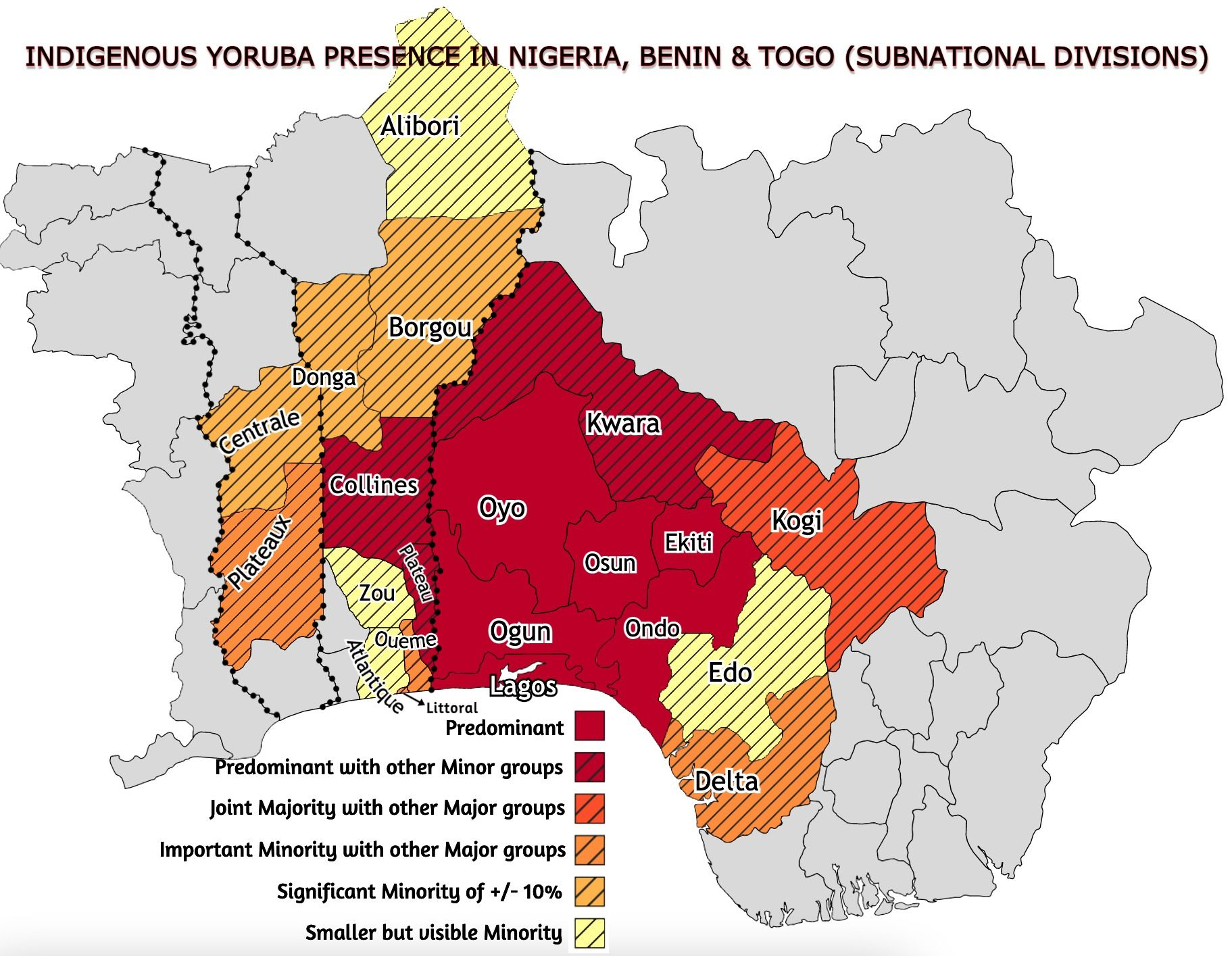
Йорубаленд на карте Нигерии, Того и Бенина

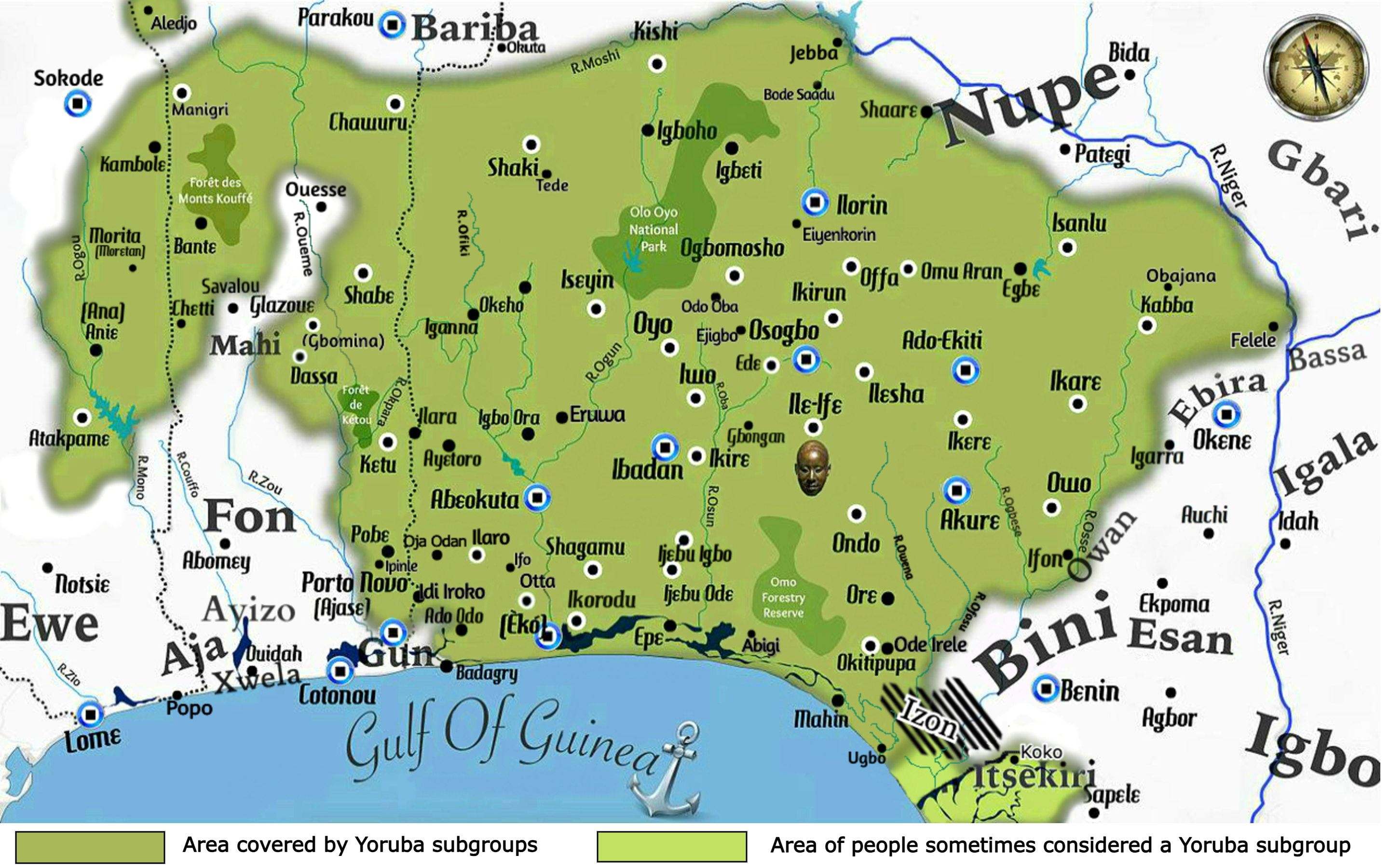
Йорубаленд и важнейшие города йоруба

Йорубаленд (англ. Yorubaland, йоруба  Ilẹ̀ Káàárọ̀-Oòjíire) — исторический и культурный регион, связанный с народностью йоруба.

## География
Расположен Йорубаленд к юго-западу от реки Нигер севернее Гвинейского залива. Площадь — около 140 тыс. км², три четверти территории приходится на Нигерию, остальное на Бенин и Того.
На юге, на побережье залива, мангровые леса в эстуариях и болотистых прибрежных равнинах. Климат — тропический саванный, без ярко выраженного сухого сезона, близкий к экваториальному по Алисову.
В центре и на севере Йорубаленда — возвышенности, в штате Ондо — свыше 1000 м над уровнем моря. Севернее побережья Гвинейского залива — равнинные леса Нигерии. На севере — саванная с участками леса, климат — субэкваториальный с выраженным сухим сезоном.

## Население
Население региона около 55 млн. человек (почти 50 млн. в Нигерии), большинство из которых относятся к йоруба. В южной части среди населения преобладает христианство и местные верования (исесе), в северной части, особенно в Нигерии — ислам.
Несмотря на то, что Бенин, Того и Нигерия — республики, на территориях Йорубаленда имеются местные наследственные вожди — оба, имеющие авторитет и влияние внутри племени.

## История
До европейской колонизации на территории Йорубаленда с XI века существовали государства йоруба, наиболее известные — город-государство Ифе с подчинёнными территориями и Ойо. Ойо в период наибольшего могущества занимало территорию к западу от реки Нигер до современной Ганы.
С середины XIX века начался процесс колонизации Йорубаленда. Территория современной Нигерии стала британской колонией, а западная часть — французской (Французская Дагомея).

## Галерея

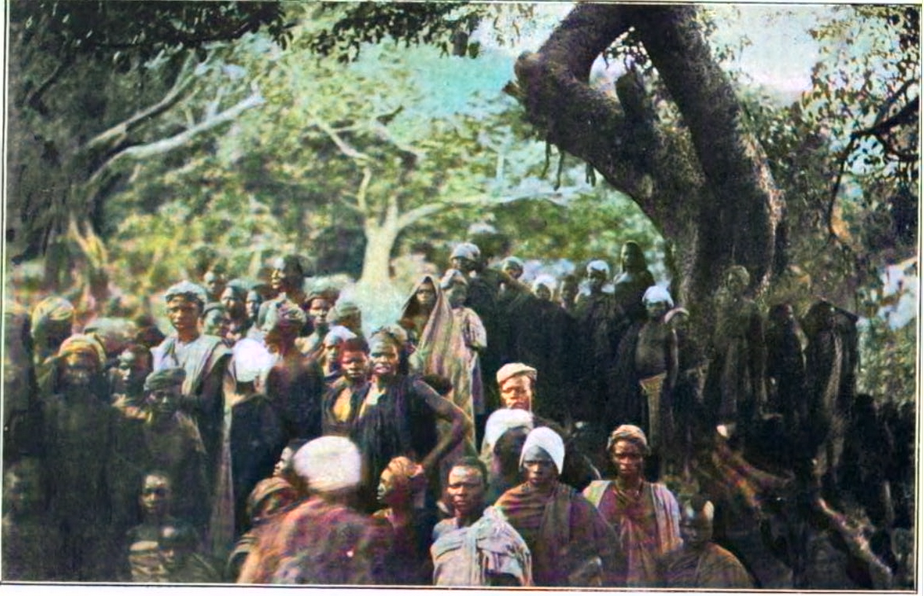
Северные йоруба в 1900-е гг
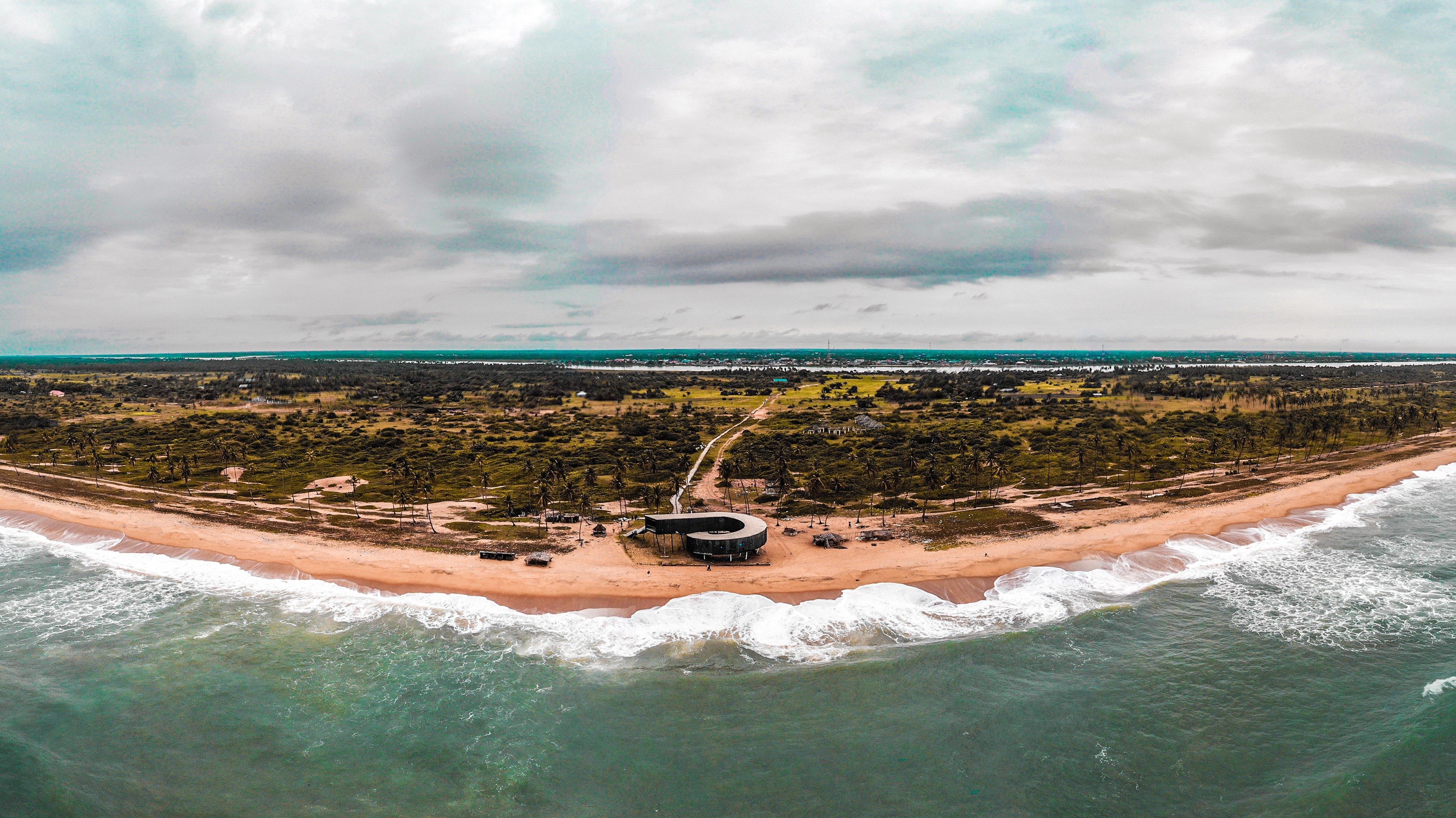
Побережье близ Бадагри
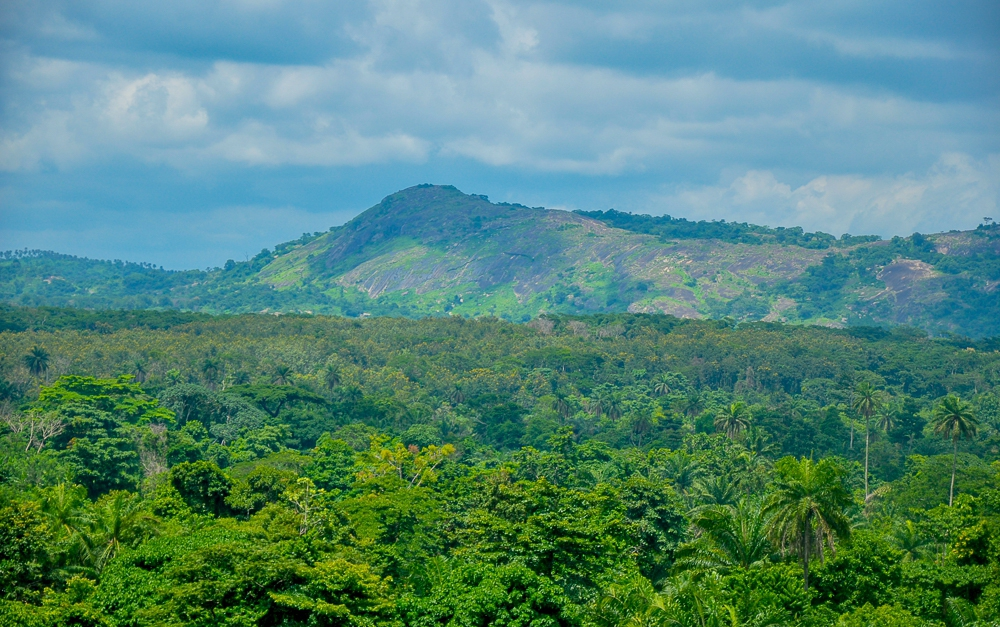
Центральный Йорубаленд во время влажного сезона
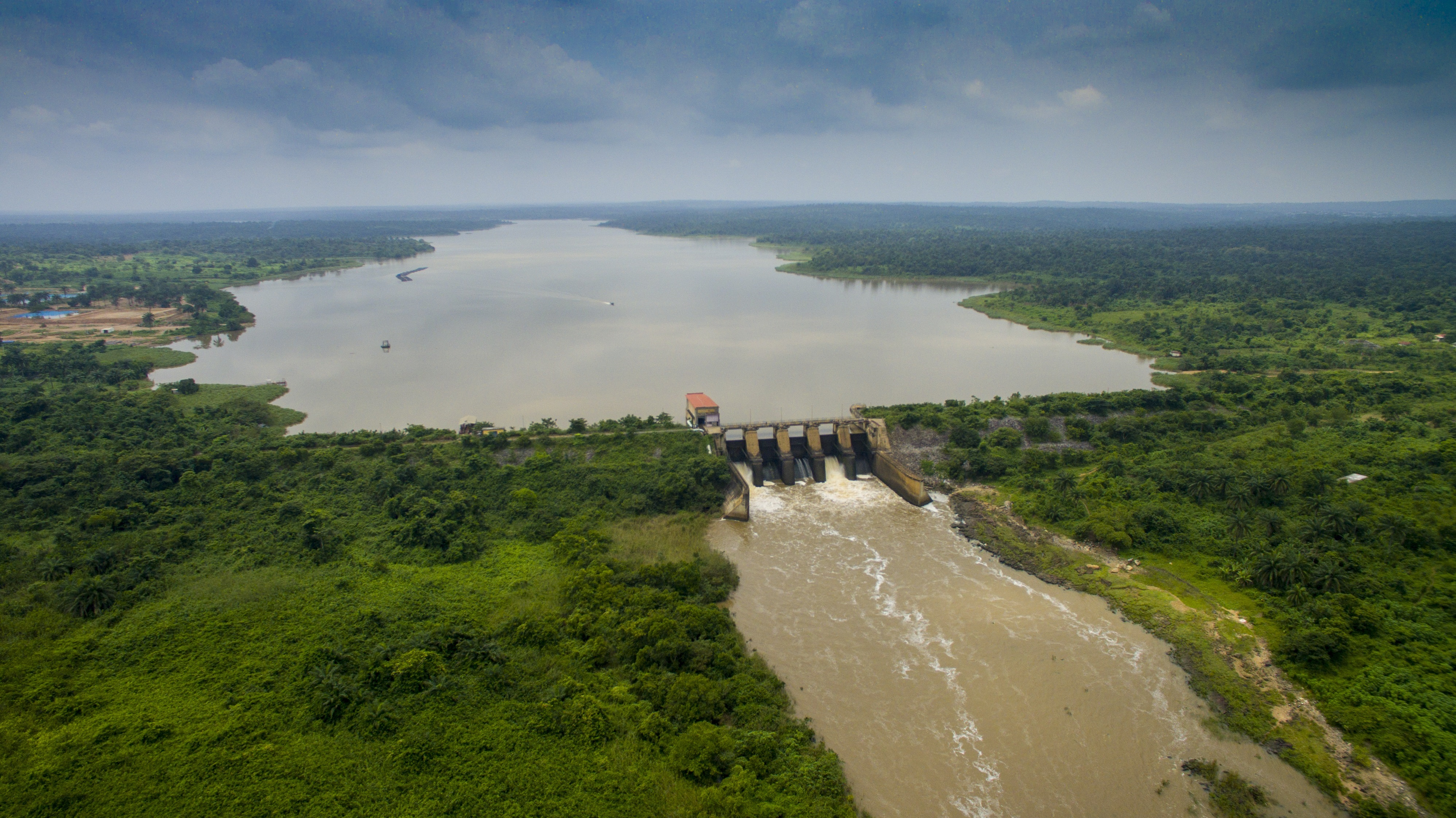
Водохранилище на реке Ошун